# Liberty Professionals
Maillots
Le Liberty Professionals FC est un club ghanéen de football fondé en 1996 basé à Dansoman, dans la banlieue d'Accra.

## Histoire
Créé en 1996, le club débute directement en deuxième division et se voit promu en première division dès 1997.

## Palmarès
- Coupe de l'UFOA : 
  - 3e en 2009

## Anciens joueurs
- Michael Essien
- Sulley Muntari
- Derek Boateng
- Lawrence Quaye
- Peter Ofori-Quaye
- Daré Nibombé
- Asamoah Gyan
- Kamal Issah
- Daniel Adjei